# HMS Resource (1778)
HMS Resource — 28-пушечный фрегат 6-го ранга Королевского флота. Спущен на воду в 1778 году на частной верфи Randall в Ротерхайт. 

## Служба
Участвовал в Американской революционной войне. 
1781 — капитан Бартоломью Роули (англ. Bartholomew Rowley), Вест-Индия. 20 апреля обнаружил большой корабль, спускавшийся на Resource. В 4:30 пополудни последний начал бой, к 6 часам противник сдался. Оказалось, что это был французский фрегат Licorne, капитан де Сен-Тюр (фр. de St. Ture), вооружённый двадцатью 9-фунтовыми пушками и восемью 12-фн карронадами. Licorne, в прошлом британский Unicorn, был в руках французов с момента захвата в сентябре 1780 года. На Resource был убит пушкарь и ранен второй лейтенант. Потери французов были ещё меньше.
Участвовал во Французских революционных войнах.
1796 — 16 ноября, совместно с HMS Thorn, взял испанскую шхуну Del Carmen. Долю в призовых деньгах получили ещё 4 корабля британской эскадры. 10 декабря, совместно с HMS Mermaid, взял французский Général Leveau (16) у Сан-Доминго.
Участвовал в Наполеоновских войнах.
1806 — переведен на рейдовую службу, переименован в HMS Enterprise.
1815 — продан.